# Wahlsystem

Weltkarte mit den Wahlsystemen, Stand: Januar 2020.
Pluralitätssystem
Majoritäres System
Semiproportionalsystem
Proportionalsystem
Gemischtes Wahlsystem
andere

Ein Wahlsystem oder Wahlverfahren ist eine formalisierte Methode, um für eine Wahl festzulegen,
- welche Möglichkeit zur Auswahl den Wahlberechtigten vorgelegt wird und
- wie aus den gültigen Stimmen zu folgern ist, an welche Kandidaten Ämter zu vergeben sind.

Wahlsysteme werden zum Beispiel in der Politik, in Vereinen oder bei der Preisvergabe im Sport eingesetzt.
Wichtige Klassen von Wahlsystemen sind die Mehrheitswahl und die Verhältniswahl. (In der Schweiz und in mancher Fachliteratur spricht man von Majorz und Proporz.) Es gibt sie in zahlreichen Varianten und auch in Mischformen.
Wahlsysteme können bestimmte Parteien begünstigen und andere benachteiligen. Wenn es in einem Parlament zur Abstimmung über das Wahlgesetz kommt, votiert jede Partei daher in der Regel entsprechend ihrem eigenen Interesse: „Wahlrecht ist auch Machtrecht“.

## Ziele
Ein Wahlsystem soll mehrere Ziele gleichzeitig erreichen; diese stehen jedoch im Konflikt miteinander. Zu ihnen gehören:
- Proportionalität: Die Anteile der Mandate der Partei soll möglichst proportional zu ihren Stimmenzahlen sein.
- Repräsentation: Alle Mandatsinhaber sollen möglichst gleich viele Wähler vertreten. Alle Stimmen sollen nicht nur im Zählwert, sondern auch im Erfolgswert gleich sein.
- Stabilität: Das Wahlsystem soll die Bildung einer stabilen Regierung fördern, einer Zersplitterung der Parteienlandschaft entgegenwirken. Die Wählerschaft soll möglichst direkt über die Bildung der Regierung entscheiden können und nicht die Parteien in ihren Verhandlungen nach der Wahl.
- Einfachheit: Ein System, das von vielen Wählern nicht verstanden wird, kann zu Stimmabgaben führen, die dem Wählerwillen nicht entsprechen.

## Typologie nach Nohlen
Dieter Nohlen teilt die Wahlsysteme in fünf Mehrheits- und fünf Verhältniswahlsysteme ein, wobei er betont, dass sich noch weitere Systeme finden lassen, die nicht ohne weiteres diesen zehn Typen zugeordnet werden können.
Mehrheitswahlsysteme:
- Relative Mehrheitswahl in Einerwahlkreisen, zum Beispiel in Großbritannien
- Absolute Mehrheitswahl in Einerwahlkreisen, zum Beispiel in Frankreich
- Mehrheitswahl mit Minderheitenvertretung, wie Nicht übertragbare Einzelstimmgebung, Single Nontransferable Vote (SNTV)
- Mehrheitswahl in kleinen Mehrpersonenwahlkreisen
- Mehrheitswahl mit proportionaler Zusatzliste, darunter auch ein segmentiertes Wahlsystem wie das Grabenwahlsystem

Verhältniswahlsysteme:
- Reine Verhältniswahl, zum Beispiel in den Niederlanden
- Verhältniswahl in (relativ großen) Mehrpersonenwahlkreisen, zum Beispiel in Spanien
- Kompensatorische Verhältniswahl mit oder ohne Sperrklausel
- Personalisierte Verhältniswahl mit oder ohne Sperrklausel, zum Beispiel in Deutschland
- Übertragbare Einzelstimmgebung, Single Transferable Vote (STV)

## Wahlverfahren
Diese Verfahren können auch zur gleichzeitigen Wahl mehrerer gleichberechtigter Mandatsinhaber dienen; dies ist der Sonderfall, bei dem der Rang ungenutzt bleibt. Die Besetzung eines einzigen Amtes ist ein anderer Sonderfall; dieser ist anwendbar zum Beispiel bei der Mehrheitswahl und für die Wahl eines Bürgermeisters. (Auch wo die Beschreibung eines Wahlverfahrens sagt, das Verfahren diene zur Bestimmung eines einzigen Siegers, kann man den als vorletzten Ausscheidenden auf Platz 2 sehen.)
- Einzelsieger-Wahlsysteme:
  - Abstimmung durch bloße Bezeichnung von Kandidaten:
    - Wahl durch relative Mehrheit: die Anzahl der Stimmen bestimmt den Rang
    - Wahl mit Quorum (oft „mehr als die Hälfte der Stimmen“), meist mit Stichwahl bei Nichterreichen
    - Wahl durch Zustimmung (Approval Voting)
    - Veto-Wahl (Anti-Plurality voting)

  - Wahl durch Angabe einer Rangfolge einiger oder aller Kandidaten, wobei alle Rangzuweisungen verschieden sein müssen (Präferenzwahl):
    - Borda-Wahl
    - Bucklin-Wahl
    - Coombs-Wahl
    - Dodgson-Wahl
    - Integrierte Stichwahl

  - Abstimmung durch Angabe einer Rangfolge einiger oder aller Kandidaten, wobei derselbe Rang mehreren Kandidaten zugewiesen werden darf:
    - Kemeny-Young-Wahl
    - Ranked Pairs
    - Schulze-Methode

  - Abstimmung durch Angabe einer Bewertung oder Benotung einiger oder aller Kandidaten:
    - Bewertungswahl
    - Majority Judgment
- Wahlsysteme zur Zuteilung von mehreren Mandaten (Sitzzuteilungsverfahren):
  - Hare/Niemeyer-Verfahren
  - D’Hondt-Verfahren, äquivalent mit dem Hagenbach-Bischoff-Verfahren
  - Sainte-Laguë-Verfahren
  - Hill/Huntington-Verfahren
  - Dean-Verfahren
  - Adams-Verfahren
  - Penrose-Verfahren
  - Doppeltproportionales Zuteilungsverfahren
- Verhältniswahlen die auch Präferenzwahlen sind:
  - Übertragbare Einzelstimmgebung
  - Ersatzstimme (Wahlrecht)

## Belege
1. ↑  Ernst Gottfried Mahrenholz: Alle Wähler sind gleich, einige bleiben gleicher. In: faz.net. 18. Mai 2011, abgerufen am 11. Dezember 2014.
2. ↑  Dieter Nohlen: Wahlrecht und Parteiensystem, 3. Auflage, Opladen Leske und Budrich 2000.